# Crveno Lacus
Il Crveno Lacus è una struttura geologica della superficie di Titano.